# Elongació (astronomia)
L'elongació, en astronomia, és l'angle entre el Sol i un planeta vist des de la Terra.
Per a un planeta interior com Mercuri i Venus, l'elongació adquireix un valor màxim sin Emax = r, en què r és la distància del planeta interior al Sol en ua.
Per a un planeta exterior, l'elongació no té un valor limitat. Val 0 en la conjunció, 90 en les quadratures i 180 en l'oposició.
L'elongació també és l'angle entre un planeta i el seu satèl·lit vist des de la Terra. Galileo Galilei va estudiar les canviants configuracions dels satèl·lits de Júpiter mesurant les seves elongacions.